# Jujan
Alfredo Baquerizo Moreno, más conocido como Jujan, es una ciudad de la provincia del Guayas en el Ecuador; es la cabecera del cantón homónimo. Se sitúa al norte del cantón, y al noreste de la provincia. Su cantón tiene una extensión de 218 km² y su población aproximada es de 25.179 habitantes. Su santo patrono es san Agustín de Hipona.
El poblado de Jujan en sus inicios fue un recinto del cantón Yaguachi. El 16 de febrero de 1892 obtiene su parroquialización, y el 19 de mayo de 1986 su cantonización.

## Toponimia
El pueblo (cabecera cantonal), al igual que su cantón, son conocidos ampliamente por la denominación Jujan. El nombre común de este pueblo se dice que proviene de una planta llamada "palo de jujan", la cual abundaba en el sector donde comenzó a poblarse la localidad en medio de la campiña guayasense. Unos de los tres ríos que fluyen por este cantón recibe el nombre de Jujan. El santo patrono del cantón es san Agustín de Hipona, por lo cual usualmente se le denomina a esta localidad como San Agustín de Jujan.
A partir de su cantonización en 1986, Jujan pasó a denominarse oficialmente como "Alfredo Baquerizo Moreno", en honor al presidente guayaquileño homónimo, quien gobernó al país en el período comprendido entre 1916 y 1920.

## Historia
Los primeros habitantes del territorio jujanense, según varios hallazgos de restos históricos realizados, demuestran que la cultura ñauza, una de las tribus de la confederación manteño-huancavilca estuvo asentada en la zona. Entre los últimos hallazgos están los ocurridos en julio de 2002. Bajo el dominio español, estos pueblos paulatinamente fueron desapareciendo del sector.
El poblado de Jujan pasó de recinto a elevarse a la categoría de parroquia civil rural del cantón Yaguachi el 26 de febrero de 1892 con la denominación de San Agustín de Jujan.
Desde 1984 se instauró el primer comité pro-cantonización de esta parroquia yaguacheña, el cual en varias ocasiones intentaron que las autoridades competentes accedan a la peticiones de la comunidad. El señor Constantino Yánez Castro fue uno de los integrantes que más trabajó en la cantonización. La condición de parroquia la mantuvo hasta 1986 en que el plenario de las Comisiones Legistativas Permanentes durante el gobierno del ingeniero León Febres-Cordero Ribadeneyra, expidió el decreto de cantonización. Fue publicado en el Registro Oficial Nº 438 del 19 de mayo de 1986.

## Política
El pueblo y el cantón Alfredo Baquerizo Moreno, al igual que las demás localidades ecuatorianas, se rige por una municipalidad según lo estipulado en la Constitución Política Nacional. La Alcaldía de Alfredo Baquerizo Moreno es una entidad de gobierno seccional que administra el cantón de forma autónoma al gobierno central. La municipalidad está organizada por la separación de poderes de carácter ejecutivo representado por el alcalde, y otro de carácter legislativo conformado por los miembros del concejo cantonal.